# Vetefält med cypresser
Vetefält med cypresser är en oljemålning av den nederländske konstnären Vincent van Gogh som finns i tre utförande. 
Den första versionen är från juni 1889 och ingår sedan 1993 i Metropolitan Museum of Arts samlingar i New York. Den andra versionen färdigställdes i september 1889 och tillhör sedan 1923 National Gallery i London. Den tredje versionen är något mindre i formatet och var en gåva till konstnärens mor och syster. Den är idag i privat ägo.
Efter van Goghs mentala sammanbrott i Arles då han först hotat Paul Gauguin med ett rakblad och därefter skurit av sig en örsnibb skrevs han på egen begäran in på sjukhemmet i Saint-Rémy-de-Provence i maj 1889. Han skrevs ut i maj 1890 och flyttade då till Auvers-sur-Oise där han den 29 juli samma år sköt sig själv till döds. Han upprätthöll under sin sjukhusvistelse en hög arbetstakt och i Saint-Rémy tillkom bland annat Stjärnenatt, Irisar och ett flertal målningar av olivträd och cypresser. 

## Andra målningar av cypresser som tillkommit 1889 i Saint-Rémy

Stjärnenatt (1889), Museum of Modern Art.
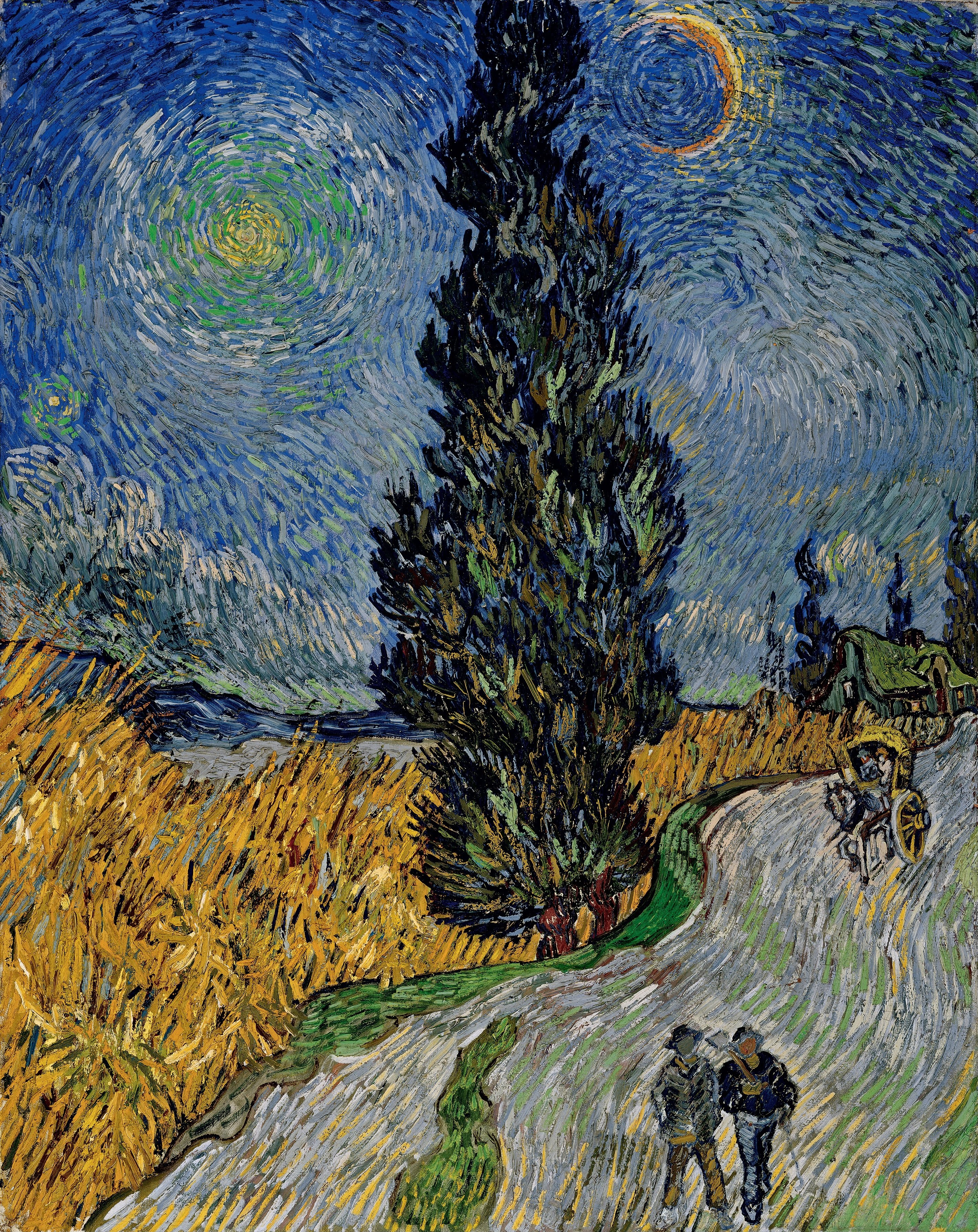
Landsväg med cypress och stjärn (1890), Kröller-Müller Museum.
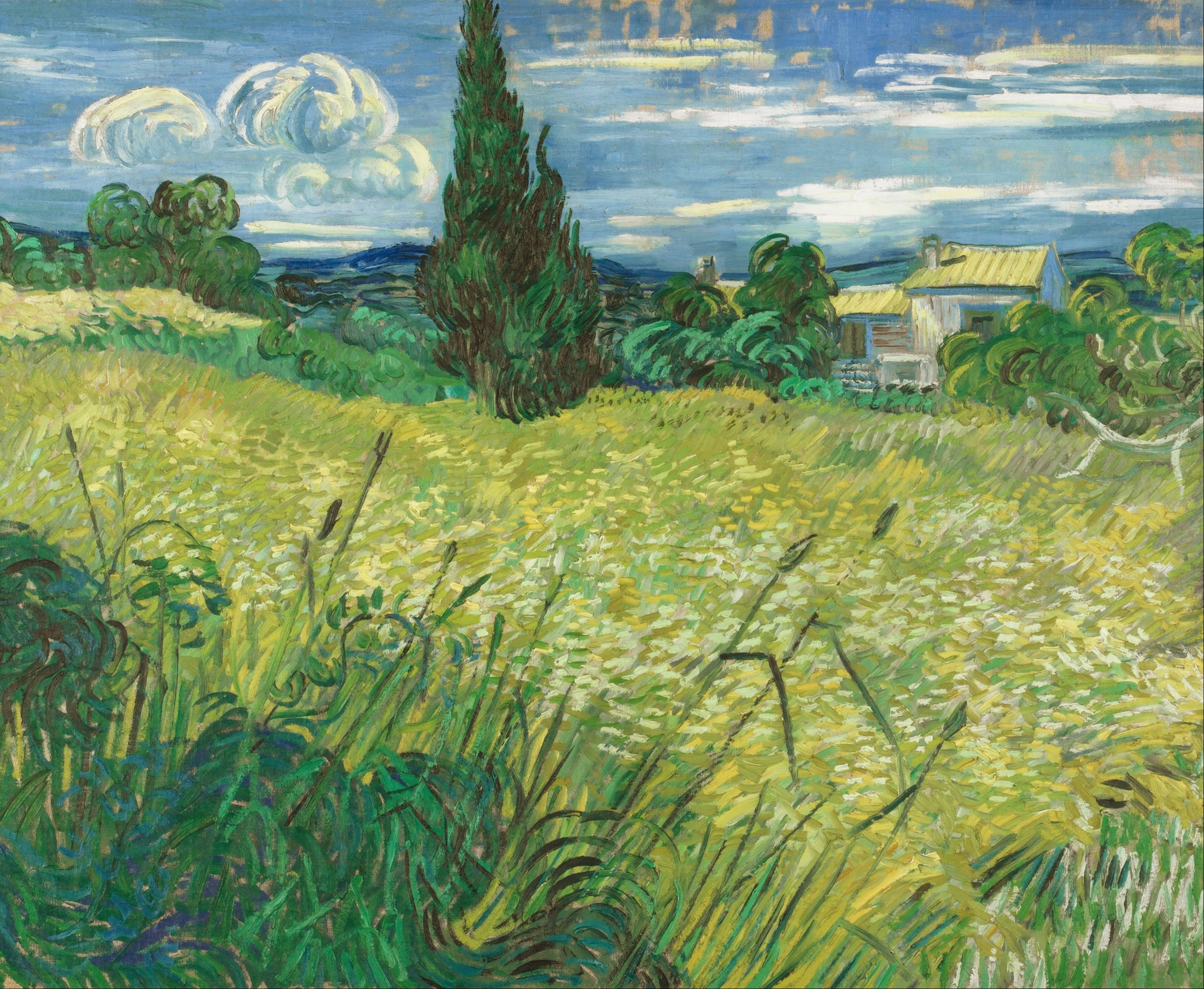
Gröna vetefält med cypresser (1889), Nationalgalleriet i Prag.
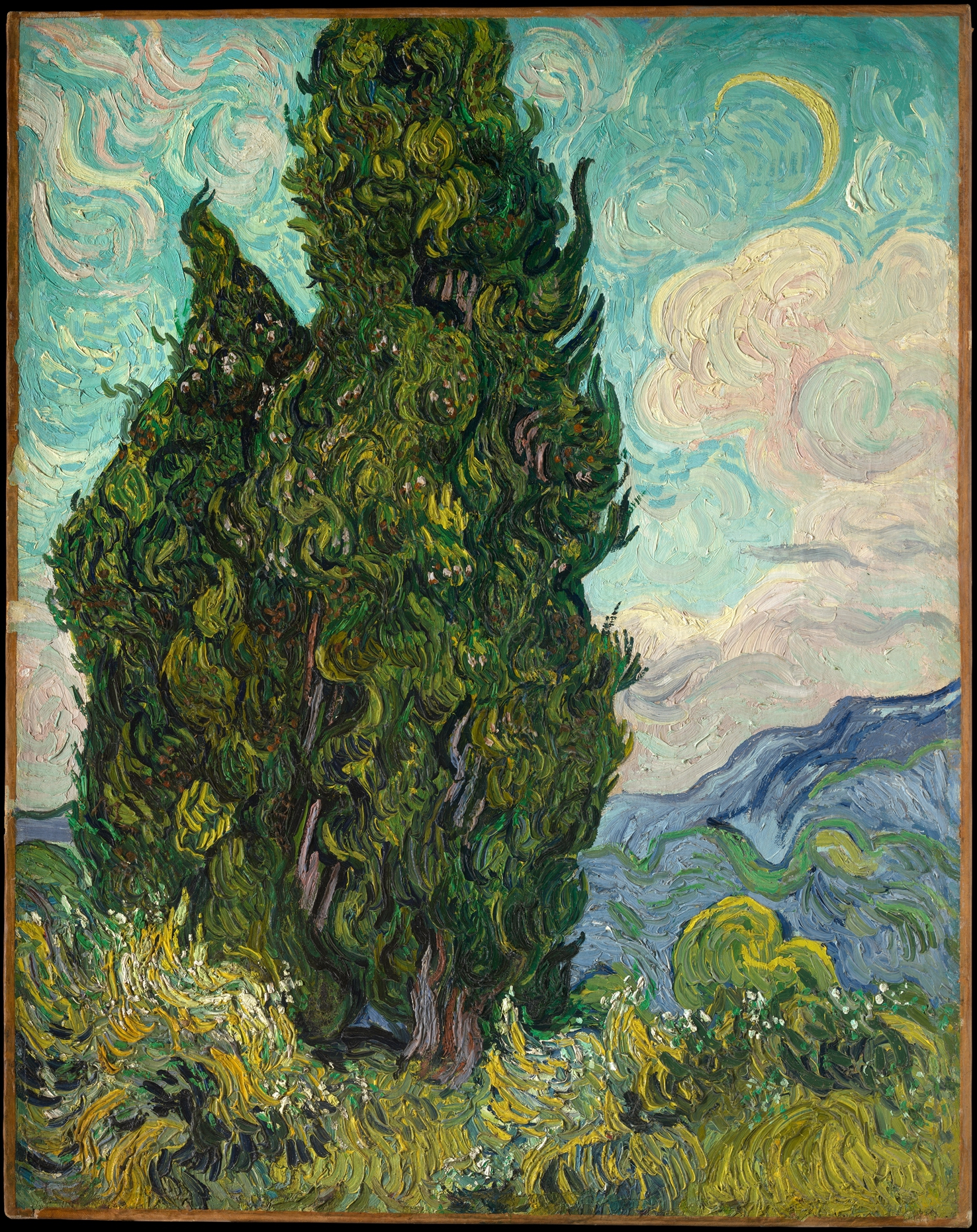
Cypresser (1889), Metropolitan Museum of Art